# Эрменгол IV (граф Урхеля)

Каталонские графства в IX—XII вв

Эрменгол (Арменгол) IV Гербский (исп. Ermengol, Armengol el de Gerb; 1050 — 1092) — граф Урхеля с 1065 года.
Сын и преемник Эрменгола III. До совершеннолетия находился под опекой мачехи — Санши Арагонской, третьей жены отца. В этот период урхельские феодалы захватили многие земли графского домена. К 1075 году Эрменгол IV полностью восстановил свою власть и усмирил вассалов.
С 1076 года участвовал в Реконкисте, в том же году захватил Аграмунт и Альменар, в 1091 году — Линиолу и Белькаир.
На отвоёванной у мавров территории построил замок Герб, в котором и умер 15 или 28 марта 1092 года.
Не позднее 1073 года Эрменгол IV женился на Люси, возможно — дочери Арто I, графа Пальярс Собира. От неё сын:
- Эрменгол V (1071/1075 −1102), граф Урхеля.

В 1079 году Эрменгол IV женился на Аделаиде, графине Форкалькье, дочери Гильома Бертрана Провансского. От неё сын:
- Гильом (ум. 1129), граф Форкалькье.

Возможно, что у них была ещё дочь Санча.